# Arkadi Dvorkovitsj
Arkadi Vladimirovitsj Dvorkovitsj (Moskou, 26 maart 1972) is een Russische ambtenaar en econoom. Hij was van 21 mei 2012 tot en met 7 mei 2018 vicepremier in het kabinet van Dmitri Medvedev. Daarvoor was hij van mei 2008 tot en met mei 2012 een assistent van de president van Rusland.
Dvorkovitsj wordt gezien als een vertrouweling van Medvedev en is een belangrijk figuur in de Russische politieke wereld. Zijn populariteit groeide onder het presidentschap van Medvedev, door de heropleving van Igor Setsjin verminderde dit echter snel. Sinds 2015 is hij tevens voorzitter van de raad van bestuur van de nationale Russische spoorwegmaatschappij.
De vader van Dvorkovitsj, Vladimir, was een internationale schaakscheidsrechter. Dvorkovitsj is een afgevaardigde van de Russische Schaakfederatie. Hij is sinds oktober 2018 voorzitter van de Fédération Internationale des Échecs, de internationale schaakbond, waar hij Kirsan Iljoemzjinov opvolgde.

## Opleidingen
- Staatsuniversiteit van Moskou, Faculteit van Economie (1994)
- New Economic School (1996)
- Duke University (1997)

## Carrière
- Sinds 1994 – consultant, senior expert, CEO, wetenschappelijk directeur van de Economic Expert Group van het Ministerie van Financiën van Rusland.
- Sinds 2000 – expert in het "Center for Strategic Research"
- Sinds augustus 2000 – adviseur van het ministerie van Economische Ontwikkeling van de Russische Federatie onder leiding van German Gref.
- Sinds 2001 – Onderminister van het Ministerie van Economische Ontwikkeling van de Russische Federatie.
- Sinds april 2004 – Hoofd van de Expert Group van de Russische Federatie.
- Sinds 13 mei 2008 – assistent van de Russische president.
- 21 mei 2012 - 7 mei 2018 – Vicepremier van Rusland.
- 2018 - Kandidaat voor het FIDE-voorzitterschap
- 3 oktober 2018 - Gekozen als FIDE-voorzitter.

De interesse van Dvorkovitsj ligt op economische wet- en regelgeving, financieel management en belastingrecht. Volgens BusinessWeek (2003) behoorde Arkady tot de shortlist van 50 potentiële wereldleiders.
Dvorkovitsj spreekt vloeiend Russisch, Engels en Duits.

## Onderscheidingen
- Orde van Verdienste voor het Vaderland 4e klasse
- Orde van de Eer
- Orde van de Verdienste voor het Vaderland 2e klasse
- Medaille voor de 1000e Verjaardag van Kazan
- Orde van Verdienste (Italië)